# Cantó d'Yerville
El cantó d'Yerville és un cantó francès del departament del Sena Marítim, situat al districte de Rouen. Té 18 municipis i el cap es Yerville.

## Municipis
- Ancretiéville-Saint-Victor
- Auzouville-l'Esneval
- Bourdainville
- Cideville
- Criquetot-sur-Ouville
- Ectot-l'Auber
- Ectot-lès-Baons
- Étoutteville
- Flamanville
- Grémonville
- Hugleville-en-Caux
- Lindebeuf
- Motteville
- Ouville-l'Abbaye
- Saint-Martin-aux-Arbres
- Saussay
- Vibeuf
- Yerville

## Història
| Data d'elecció                           | Identitat                | Partit               | Qualitat |
| ---------------------------------------- | ------------------------ | -------------------- | -------- |
| 1945-1958                                | M. Lepicard              | RI                   |          |
| 1958-1982                                | M. Paillogues            | Radical, després UDF |          |
| 1982-                                    | Alfred Trassy-Paillogues | RPR, després UMP     |          |
| les dades anteriors no són pas conegudes |                          |                      |          |
|                                          |                          |                      |          |

## Demografia
| A partir de 1990: Població sense dobles comptes |